# Guillaume Tell (1795)
Pour les articles homonymes, voir Guillaume Tell (homonymie).
Le Guillaume Tell était un vaisseau de 80 canons de la classe Tonnant. Il fut mis sur cale en 1794 et lancé à Toulon en 1795 selon les plans de l'architecte naval Jacques-Noël Sané (1740-1831). C'est le cinquième exemplaire des 35 vaisseaux de la classe Tonnant.
Il connut une courte carrière dans la marine française puis fut capturé en 1800 à Malte par les Britanniques et servit pendant 40 ans dans la Royal Navy.

## Rescapé de la bataille d'Aboukir
Le Guillaume Tell fait partie de la flotte française qui transporte l'armée de Bonaparte jusqu'à Alexandrie en vue de la campagne d'Égypte sous le commandement de l'amiral Brueys ; lui-même étant commandé par le contre-amiral Villeneuve. La flotte  échappe aux Britanniques, s'empare de Malte au passage et malgré la chasse faite par la flotte de Nelson, parvient à débarquer à Alexandrie les troupes du général Bonaparte début juillet, et à se dissimuler jusqu'au premier août 1798, en s'ancrant dans une large baie à l'est de la ville.
C'est là qu'elle est découverte en fin d'après-midi par la flotte de Nelson le 1er août 1798. C'est la bataille d'Aboukir : celui-ci passe aussitôt à l'attaque et, constatant la possibilité d'engager ses navires entre les hauts-fonds côtiers et la ligne de la flotte française à l'ancre, enveloppe l'avant-garde française prise entre deux feux. Celle-ci progressivement submergée, se rend vaisseau par vaisseau, jusqu'à l'encerclement du navire amiral de Brueys, l'imposant Orient de 118 canons, lequel prit feu et finira par exploser de façon colossale alors que la bataille fait rage malgré la nuit.
La flotte de Nelson aura détruit sept bâtiments français et capturé six.
Placé à l'arrière-garde de la ligne de la flotte, le Guillaume Tell ne prit pas part au combat. L'arrière-garde française, face au vent, sans ordres et sans initiative, ne porte aucun secours au reste de l'escadre. Villeneuve profite de l'obscurité pour appareiller avec les trois vaisseaux encore intacts, le Généreux, le Guillaume Tell et le Timoléon, mais celui-ci s'échoue dans la manœuvre, et en compagnie de deux frégates restantes, la Diane et la Justice, il fait mettre voile en direction de Malte.

## Malte et la capture
Arrivé à La Valette à la mi-août 1798, le vaisseau participe activement à la défense de l'île, encerclée par la flotte britannique et sur laquelle les Anglais vont débarquer. Le 30 mars 1800, alors que l'île est sur le point de tomber, le Guillaume Tell tente de franchir le blocus. Repéré par une frégate il est rejoint par plusieurs vaisseaux britanniques auxquels il livrera une résistance acharnée avant d'amener ses couleurs.

## HMSMalta
Renommé HMS Malta, en l'honneur de l'île tombée dans le giron britannique et où il a été capturé, le vaisseau est remis en état et intègre la Royal Navy. Il sert ainsi dans la Manche et l'Atlantique.
C'est ainsi qu'il fait partie de la flotte du vice-amiral Robert Calder lors de la bataille du Cap Finisterre en 1805, et contribue à la capture de deux vaisseaux espagnols et au repli de la flotte de Villeneuve sur Cadix.
L'HMS Malta participe au blocus des ports français où il s'illustre en capturant la frégate française Président en 1806.
L'HMS Malta sera finalement désarmé en 1840.